# Pedro Ortíz (Fußballspieler, 1990)
Pedro Alfredo Ortíz Angulo (* 19. Februar 1990 in Esmeraldas) ist ein ecuadorianischer Fußballtorhüter.

## Karriere

### Verein
Ortiz spielte ab März 2008 in der U20 von Deportivo Azogues und ging von hier zum Jahreswechsel 2009 in die erste Mannschaft über. Hier wirkte er gut sieben Jahre lang, bis er schließlich im Februar 2016 zum Delfín SC wechselte. Mit diesen wurde er 2019 Meister. Seit Anfang 2020 steht er im Kader des CS Emelec.

### Nationalmannschaft
Sein Debüt in der ecuadorianischen Nationalmannschaft hatte er am 5. September 2019 bei einem 1:0-Freundschaftsspielsieg über Peru, bei dem er in der Startelf stand. Sein erstes Turnier war danach die Copa América 2021, bei der er in zwei Gruppenspielen eingesetzt wurde. Hiernach wurde er auch einige Male in Qualifikationsspielen für die Weltmeisterschaft 2022 eingesetzt.